# Ammotrechella diaspora
Ammotrechella diaspora är en spindeldjursart som beskrevs av Roewer 1934. Ammotrechella diaspora ingår i släktet Ammotrechella och familjen Ammotrechidae. Inga underarter finns listade i Catalogue of Life.